# Эш-сюр-Альзетт
Эш-сюр-Альзе́тт (люкс. Esch-Uelzecht [ˌæʒ ˈuəltsəɕt] прослушатьо файле, фр. Esch-sur-Alzette, нем. Esch an der Alzette [ˌɛʃ ʔan deːɐ̯ ʔalˈzɛt]) — город на юго-западе Люксембурга, в округе Люксембург, на границе с Францией. Через город протекает река Альзетт. Административный центр одноимённого кантона Эш-сюр-Альзетт. Назначен/избран культурной столицей Европы 2022 года.

## История
Первое подтверждённое документальное упоминание о городе датируется 927 годом. Другое документальное упоминание под названием Аш находится в документе папы Гонория Второго и относится к 1128 году. В 1328 году Иоанн Слепой , граф Люксембурга, даровал Эшу титул Вольного города. 
На протяжении веков Эш неоднократно подвергался вторжениям иностранных войск и часто серьёзно разрушался. В 1677 году по приказу Людовика XIV городские стены были снесены. В июле 1841 года великокняжеским указом Эш был объявлен столицей кантона Эш.
С открытием железнорудных месторождений и развитием металлургической промышленности в Эше во второй половине XIX века начался промышленный бум. Железная руда добывалась и перерабатывалась в плавильных печах, сначала открытым способом , а затем стали копать шахты . С 1892 года немецкий горнопромышленник Адольф Кирдорф вкладывал значительные средства в строительство и приобретение нескольких печей и угольных шахт . Вместе со своим братом Эмилем они построили сталеплавильный комбинат. Со временем компания Кирдорфов стала крупнейшей и лидирующей в Люксембурге. С созданием новых рабочих мест население Эша быстро росло. Поначалу рабочие приезжали со всего Люксембурга , но вскоре возникла необходимость в иностранной рабочей силе, для чего приглашали людей из Польши и Италии.
Во время Первой мировой войны заводы в Эше-сюр-Альзетт были остановлены, а сам город стал большим военным госпиталем. Во время Второй мировой войны почти все население уехало и вернулось в Эш-сюр-Альзетт лишь в сентябре1944 года. 
По окончанию второй мировой войны металлургическая промышленность в городе вновь стала развиваться и достигла высшей точки в 1970х годах. Но вскоре все металлургические предприятия в Эше-сюр-Альзетт были закрыты и огромное число населения осталось без работы. Шахты, домны и цеха заводов стали показывать туристам. 
Сегодня Эш-сюр-Альзетт является одновременно культурным, туристическим, спортивным, промышленным, торговым и университетским центром. 

## География
Занимает площадь 14,35 км² (по занимаемой площади 89 место из 116 коммун). Наивысшая точка коммуны над уровнем моря составляет 426 м (39 место из 116 коммун), низшая 279 м (92 место из 116 коммун). До столицы страны 18 км.

## Население
| Год  | Численность | Численность |
| ---- | ----------- | ----------- |
| 1821 | 810         | [ 3 ]       |
| 1851 | 1489        | [ 3 ]       |
| 1871 | 3946        | [ 3 ]       |
| 1880 | 5082        | [ 3 ]       |
| 1890 | 6855        | [ 3 ]       |
| 1900 | 10 971      | [ 3 ]       |
| 1910 | 16 461      | [ 3 ]       |
| 1922 | 20 437      | [ 3 ]       |
| 1930 | 29 429      | [ 3 ]       |
| 1935 | 27 517      | [ 3 ]       |
| 1947 | 26 851      | [ 3 ]       |
| 1960 | 27 954      | [ 3 ]       |
| 1970 | 27 574      | [ 3 ]       |
| 1978 | 25 515      | [ 3 ]       |
| 1979 | 25 538      | [ 3 ]       |
| 1981 | 25 144      | [ 3 ]       |
| 1983 | 24 550      | [ 3 ]       |
| 1984 | 24 130      | [ 3 ]       |
| 1985 | 23 980      | [ 3 ]       |
| 1986 | 23 870      | [ 3 ]       |
| 1987 | 23 720      | [ 3 ]       |
| 1988 | 23 540      | [ 3 ]       |
| 1989 | 23 846      | [ 3 ]       |
| 1990 | 23 936      | [ 3 ]       |
| 1991 | 24 018      | [ 3 ]       |
| 1992 | 24 036      | [ 3 ]       |
| 1993 | 23 964      | [ 3 ]       |
| 1994 | 24 020      | [ 3 ]       |
| 1995 | 24 255      | [ 3 ]       |
| 1996 | 24 571      | [ 3 ]       |
| 1997 | 24 564      | [ 3 ]       |
| 1998 | 24 606      | [ 3 ]       |
| 1999 | 24 873      | [ 3 ]       |
| 2000 | 25 195      | [ 3 ]       |
| 2001 | 27 146      | [ 3 ]       |
| 2002 | 27 244      | [ 3 ]       |
| 2003 | 27 630      | [ 3 ]       |
| 2004 | 28 066      | [ 3 ]       |
| 2005 | 28 274      | [ 3 ]       |
| 2006 | 28 646      | [ 3 ]       |
| 2007 | 29 063      | [ 3 ]       |
| 2008 | 29 515      | [ 3 ]       |
| 2009 | 29 853      | [ 3 ]       |
| 2010 | 30 147      | [ 3 ]       |
| 2011 | 30 125      | [ 3 ]       |
| 2012 | 30 863      | [ 3 ]       |
| 2013 | 31 898      | [ 3 ]       |
| 2014 | 32 600      | [ 3 ]       |
| 2015 | 33 286      | [ 3 ]       |
| 2016 | 33 939      | [ 3 ]       |
| 2017 | 34 378      | [ 3 ]       |
| 2018 | 35 040      | [ 3 ]       |
| 2019 | 35 382      |             |
| 2020 | 36 218      |             |
| 2021 | 36 228      | [ 4 ] [ 5 ] |
| 2022 | 36 177      | [ 6 ]       |
| 2023 | 36 625      | [ 7 ]       |
| 2024 | 37 455      | [ 1 ]       |

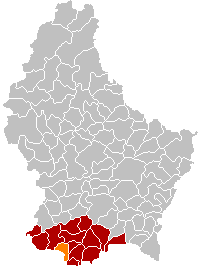
Оранжевый цвет — коммуна Эш-сюр-Альзетт, красный — кантон Эш-сюр-Альзетт

Население составляет 28 746 человек (на 2008 год), в коммуне располагаются 12 948 домашних хозяйств.

## Транспорт
В 1927-1956 годах действовал междугородный трамвай. 
К 2035 скоростной трамвай соединит столицу страны с городом.

## Спорт
В 2006 году в городе стартовал третий этап «Тур де Франс».

## Города-побратимы
Эш-сюр-Альзетт имеет отношения со следующими городами:
- Бетнал-Грин[англ.], Великобритания
- Веллетри, Италия
- Земун, Сербия
- Коимбра, Португалия
- Кёльн, Германия
- Льеж, Бельгия
- Лилль, Франция
- Мёдлинг, Австрия
- Оффенбах, Германия
- Пюто, Франция
- Роттердам, Нидерланды
- Сен-Жиль, Бельгия
- Турин, Италия
- Стрый, Украина